# Pointe aux Canonniers
Ne doit pas être confondu avec Pointe du Canonnier.
La pointe aux Canonniers est un petit cap mauricien situé au nord de l'île Maurice et donnant sur l'océan Indien. Elle se trouve au nord de la plage de Mont Choisy et à 4 km à l'ouest de Grand Baie et à 5 km de Trou-aux-Biches. Ses plages sont bordées de villas cossues et d'hôtels de luxe et sont donc difficiles d'accès. La Pointe aux Canonniers relève du district de Pamplemousses.